# Horizontal
A Horizontal című lemez a Bee Gees együttes ötödik nagylemeze.

## Az album dalai
A lemez Japánban Massachusetts címmel jelent meg, a számok lemezen elfoglalt helye zárójelben szerepel
1. World (Barry, Robin és Maurice Gibb) – 3:13 (Japán: 7.)
2. And The Sun Will Shine (Barry, Robin és Maurice Gibb) – 3:35 (Japán: 8.)
3. Lemons Never Forget (Barry, Robin és Maurice Gibb) – 3:05 (Japán: 3.)
4. Really and Sincerely (Barry, Robin és Maurice Gibb) – 3:30 (Japán: 4.)
5. Birdie Told Me (Barry, Robin és Maurice Gibb) – 2:25 (Japán: 5.)
6. With The Sun In My Eyes (Barry, Robin és Maurice Gibb) – 2:40 (Japán: 6.)
7. Massachusetts (Barry, Robin és Maurice Gibb) – 2:20 (Japán: 1.)
8. Harry Braff (Barry, Robin és Maurice Gibb) – 3:20 (Japán: 2.)
9. Day Time Girl (Barry, Robin és Maurice Gibb) – 2:35 (Japán: 9.)
10. The Earnest of Being George (Barry, Robin és Maurice Gibb) – 2:45 (Japán: 10.)
11. The Change Is Made (Barry, Robin és Maurice Gibb) – 3:37 (Japán: 11.)
12. Horizontal (Barry, Robin és Maurice Gibb)  – 3:34 (Japán: 12.)

### Bónuszdalok
Horizontal expanded and remastered (2 CD) 2006, 2007 Rhino
1. Out of Line (Barry, Robin és Maurice Gibb) – 3:00
2. Ring My Bell (Barry, Robin és Maurice Gibb) – 2:14
3. Barker of The U.F.O.  (Barry Gibb) – 1:48
4. Words (Barry, Robin és Maurice Gibb) – 3:13
5. Sir Geoffrey Saved The World (Barry, Robin és Maurice Gibb) – 2:10
6. Sinking Ships (Barry, Robin és Maurice Gibb) – 2:21
7. Really And Sincerely (Barry, Robin és Maurice Gibb) (másik verzió) – 3:28
8. Swan Song (Barry, Robin és Maurice Gibb) (másik változat) – 3:02
9. Mrs. Gillespie's Refrigerator (Barry, Robin és Maurice Gibb) – 2:14
10. Deeply Deeply Me (Barry, Robin és Maurice Gibb) – 3:03
11. All My Christmases Came At Once (Barry, Robin és Maurice Gibb) – 2:58
12. Thank You For Christmas (Barry, Robin és Maurice Gibb) – 1:51
13. Medley: Silent Night/Hark The Herald Angels Sing – 2:44

## A számok rögzítési ideje
A felvételek Londonban, az IBC stúdióban készültek
- 1967. május 16.: Spicks And Specks
- 1967. május: Harry Braff
- 1967. július 30.:  Birdie Told Me, All So Lonely
- 1967. július Day Time Girl, Cowman Milk Your Cow, Mrs Gillespie's refrigerator
- 1967. augusztus 9.: Massachusetts, Sir Geoffrey Saved The World
- 1967. augusztus 1.: Ring My Bell
- 1967. augusztus 31.: All My Christmases Came At Once
- 1967. augusztus: And The Sun Will Shine, World, Barker Of The UFO, You Know How You Give Yourself Away
- 1967. szeptember 4.: Horizontal, Lemons Never Forget
- 1967. szeptember: The Ernest Of Being George
- 1967. október 3.: Words, With The Sun In My Eyes, Maccleby's Secret
- 1967. november 7.: Really And Sincerely, Sinking Ships, When Things Go Wrong
- 1967. november 28.: Really And Sincerely
- 1967. november 29.: The Change Is Made, Out Of Line

A Sir Geoffrey Saved The World kislemezen jelent meg először a Massachusetts számmal, majd a CD bónusztrackján. 

A Barker Of The UFO kislemezen jelent meg a Massachusetts számmal, majd a CD bónusztrackján.

A Words kislemezen jelent meg először, albumon először a Best of Bee Gees lemezen. A CD változat bónusztrakján is helyet kapott.  

A Sinking Ships a Words című dallal kislemezen jelent meg először, helyet kapott a CD bónusztrakján is.

A Cowman, Milk Your Cow (Barry és Robin Gibb) szám Adam Faith kislemezén jelent meg 1967-ben, majd a Scattered Gibbs válogatáslemezen.

A Mrs Gillespie's Refrigerator, Ring My Bell, All My Christmases Came At Once és az Out Of Line válogatáslemezeken, és a CD bónusztrakján jelent meg.

Az All So Lonely (Vince Melouney-Colin Petersen), a Spicks And Specks (Barry Gibb) újabb változata, a You Know How You Give Yourself Away (Barry, Robin és Maurice Gibb), a Maccleby's Secret (Barry, Robin és Maurice Gibb) és a When Things Go Wrong (Barry, Robin és Maurice Gibb) számok nem kerültek kiadásra későbbiekben sem.

## Közreműködők
- Barry Gibb – ének, gitár
- Robin Gibb – ének, orgona
- Maurice Gibb – ének, gitár, basszusgitár, zongora, orgona, mellotron
- Colin Petersen – Dob, ütőhangszerek
- Vince Melouney – gitár
- stúdiózenekar Bill Shepherd vezényletével
- hangmérnökök: John Pantry és Damon Lyon Shaw

## A nagylemez megjelenése országonként
- Argentína RSO 20347 1975
- Ausztrália Spin SEL 932 796 1968
- Belgium Polydor 184 122 1968
- Brazília Polydor LPG 624 001 1968, RSO 2394 123 1968
- Egyesült Államok Atco SD-33-233 1968
- Egyesült Királyság Polydor 582 020 (mono), Polydor 583 020 (stereo) 1968
- Franciaország Polydor 658 071 1968
- Hollandia Polydor 583 020 1968
- Izrael Unatex 582 020 1968
- Japán Polydor SLPM-1392 1968 Massachusetts címmel, RSO MW2101 1974, RSO MWF-1061 1979, Polydor POCP2226 1992, Polydor/Universal UICY-3805 2004
- Németország Polydor 184 122 1968, RSO 2394 123 1975
- Spanyolország RSO 2394 123 1978
- Svájc Polydor 184 122 1968
- Uruguay RSO 20347 1975

## Az album dalaiból megjelent kislemezek, EP-k
- Massachusetts / Barker of The UFO: Ausztrália Spin EK-1958 1967, Chile Polydor 59 118 1967, Franciaország Polydor 421 156 1967, Németország Polydor 59 118 1967, Új-Zéland Spin EK-1958 1967,  Norvégia Polydor 59 118  1967, Szingapúr Polydor 59 118 1967, Dél-afrikai Köztársaság Polydor PD 9289 1967, Spanyolország Polydor 60 011 1967, Svájc Polydor 59 118 1967, Egyesült Királyság Polydor 56 192 1967, Jugoszlávia RTB S 53 511 POL 1967
- Massachusetts / Holiday: Japán Polydor DP-1554 1967
- Massachusetts / Sir Geoffrey Saved The World: Brazília Polydor fc 126001 1968, Kanada Atco 45-6532 1967, USA Atco 45-6532 1967
- World / Sir Geoffrey Saved The World: Ausztrália Spin EK-2092 1967, Franciaország Polydor 421 163 1967, Németország Polydor 59 131 1967, Görögország Polydor 243 1967, Japán Polydor DP-1563 1967, Új-Zéland Spin EK-2092 1967, Norvégia Polydor 59 131 1967, Dél-afrikai Köztársaság Polydor PD 9307 1967, Svédország Polydor 59 131 1967, Svájc Polydor 59 131 1967, Egyesült Királyság Polydor 56 220 1967
- World / Holiday: Olaszország Polydor 59 166 1967, Spanyolország Polydor 60 014 1967
- World / Horizontal: Jugoszlávia RTB S 53 516 1967
- And The Sun Will Shine / Really and Sincerely: Franciaország Polydor 421 173 1968
- Massachusetts / World: Egyesült Államok RSO 2135 101 1983

EP-k
- Massachusetts / Barker of The UFO / Cucumber Castle / In My Own Time: Ausztrália Spin EP EX-11413 1967
- Massachusetts / To Love Somebody / Close Another Door / Spicks and Specks: Izrael Polydor EP 1014 1967
- Massachusetts / World / New York Mining Disaster 1941 /To Love Somebody:  Thaiföld MTR EP  218 1967
- Massachusetts / Barker of The UFO / Wine and Women / Spicks and Specks: Malajzia SPOT HEP EP 1012 1967
- Massachusetts / Barker of The UFO / Holiday / To Love Somebody: Malajzia Champion Records EP CHEP 23 1967
- Massachusetts / Barker of The UFO / Craise Finton Kirk / I Close My Eyes: Portugália Polydor EP 600 45 1967
- World / Sir Geoffrey Saved The World / In My Own Time / Please Read Me: Ausztrália Spin EP EX-11436 1967
- Birdie Told Me / World / And The Sun Will Shine / Lemons Never Forget:  USA promo Atco EP 233 1968
- Massachusetts / New York Mining Disaster 1941 / Holiday / World: Japán Polydor EP SLKP-1137 1968
- World / Red Chair Fed Away / Sir Geoffrey Saved The World / Every Christian Lion: Portugália Polydor EP 600 48 1968
- World / Sir Geoffrey Saved The World / Words / Sinking Ships: Izrael Polydor EP  EPIP 1017 1968
- World / Harry Braff / The Ernest of Being George / Horizontal: Spanyolország Pergola EP 10171 1970

## Eladott példányok
A Horizontal lemezből Németországban 500 000, az Amerikában 200 000, az Egyesült Királyságban 80 000 példány került eladásra.
A nagylemez a világ összes összes országában 1 millió példányban kelt el.

## Number One helyezés a világban
- Massachusetts: Egyesült Királyság, Kanada, Chile, Japán, Németország, Ausztrália, Ausztria, Norvégia,  Svédország, Hollandia, Malajzia , Szingapúr, Dél-afrikai Köztársaság
- World: Hollandia, Németország
- Horizontal: Németország, Ausztria